# Anelaphus michelbacheri
Anelaphus michelbacheri är en skalbaggsart som beskrevs av Linsley 1942. Anelaphus michelbacheri ingår i släktet Anelaphus och familjen långhorningar. Inga underarter finns listade i Catalogue of Life.